# 푸리역 (베트남)

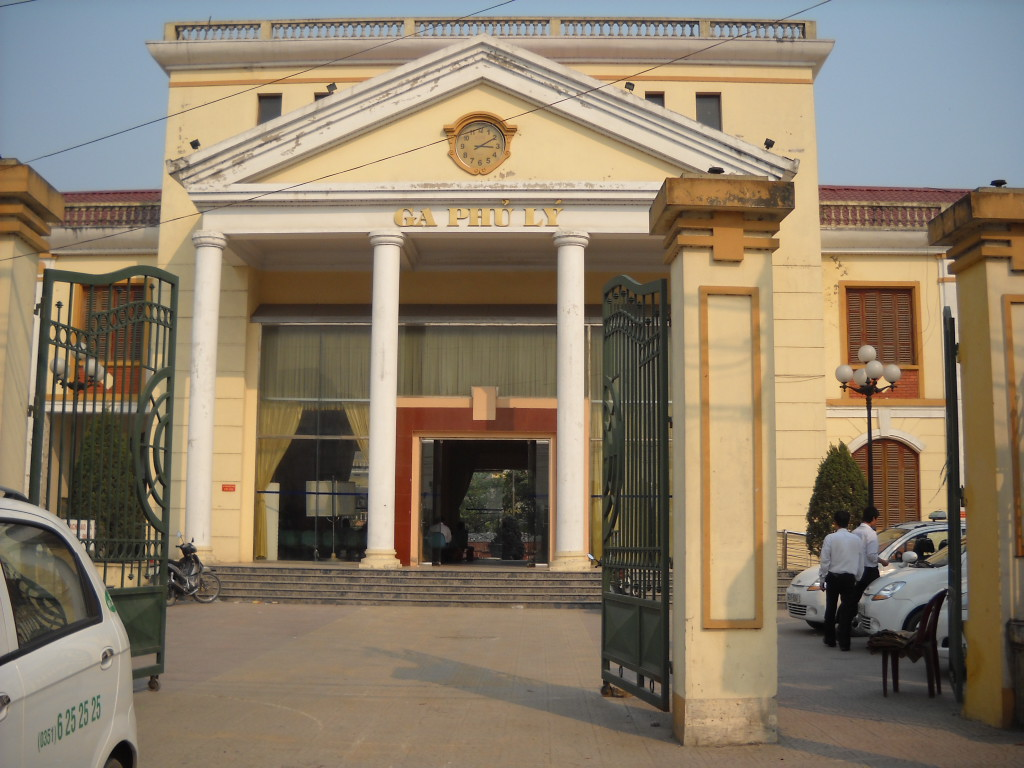
푸리 역

푸리역(Phủ Lý, 府里, 부리)은 베트남 하남성의 성도(省都) 푸리에 있는 철도 역이다. 남북선에 있다.

## 인접 역
| 남북선           | 남북선 | 남북선         |
| ---------------- | ------ | -------------- |
| 번디엔 역 하노이 |        | 남딘 역 호찌민 |